# Родак Сергій Вікторович
Сергі́й Ві́́кторович Родак — полковник, Державна прикордонна служба України.

## З життєпису
Станом на жовтень 2015 року — комендант окремої прикордонної служби біля Маріуполя, блокпост «Зоря», псевдо «Батя».

## Нагороди
За особисту мужність, сумлінне та бездоганне служіння Українському народові, зразкове виконання військового обов'язку відзначений — нагороджений
- орденом Данила Галицького (13.11.2015).